# ГЕС-ГАЕС Моттек
ГЕС-ГАЕС Моттек — гідроелектростанція на південному заході Швейцарії. Становить верхній ступінь у складі гідровузла, створеного на ресурсі з кількох річок, які дренують північний схил Пеннінських Альп.
Головним водосховищем гідровузла є Moiry з об'ємом 77 млн м3, споруджене на річці Gougra (ліва притока Navisence, яка, своєю чергою, впадає зліва у Рону). Його утримує арково-гравітаційна гребля висотою 148 метрів та довжиною 610 метрів, на спорудження якої пішло 815 тис. м3 бетону. Окрім прямого стоку, до сховища подається вода зі струмка Lonabch, який впадає у Gougra нижче від греблі.
Значно менший резервуар — всього 0,78 млн м3 — створений на річці Turtmann (ліва притока Рони, яка тече далі на схід від Navisence) за допомогою бетонної аркової греблі висотою 30 та довжиною 110 метрів. Окрім прямого стоку до нього подається вода, захоплена на правих (Brandjibach, Nebenbach) та лівих (Santummbach, Fnlibsch) притоках Turtmann.
Машинний зал розташований посередині між цими сховищами в долині Navisence. З Moiry його з'єднує дериваційний тунель довжиною 3,4 км із діаметром 2,4 метра, який переходить у напірну шахту довжиною 1 км зі змінним діаметром від 1,7 до 1,5 метра. Від греблі Turtmann до долини Navisence прямує тунель завдовжки 4,7 км із діаметром 2,2 метра, що приймає по дорозі додатковий ресурс зі струмка Bsmeusabach. Він завершується напірною шахтою довжиною 0,8 км із змінним діаметром від 1,3 до 1,1 метра. Оскільки деривація зі сховища Moiry має більший напір, ніж із Turtmann — 685 та 613 метрів відповідно, станція обладнана дотисним насосом потужністю 7 МВт, що може вирівнювати різницю, створюючи додатковий тиск в еквіваленті до 126 метрів.
Основне обладнання ГЕС становлять три турбіни типу Пелтон загальною потужністю 69 МВт, які забезпечують виробництво 125 млн кВт·год на рік. Відпрацьована вода потрапляє до водосховища Navisence об'ємом 150 тис. м3. Звідси вона може спрямовуватись на другий ступінь гідровузла ГЕС Vissoie (та далі на ГЕС Navisence), або закачуватись в режимі гідроакумуляції назад до резервуара Moiry за допомогою насосу потужністю 24 МВт.
Видача продукції відбувається по ЛЕП, які працює під напругою 65 кВ.